# Spider-Man and Venom: Maximum Carnage
Spider-Man and Venom: Maximum Carnage — видеоигра в жанре beat 'em up, разработанная компанией Software Creations и изданная Acclaim для игровых платформ Sega Mega Drive/Genesis и SNES. В 1995 году вышел сиквел игры «Spider-Man and Venom: Separation Anxiety». Сюжет основан на серии комиксов от Marvel Comics — Maximum Carnage.

## Сюжет
Клетуса Кэседи, он же суперзлодей Карнаж, заключают в психиатрическую больницу Ravencroft Asylum. Там он узнаёт, что инопланетный симбиот изменил его кровь, в результате чего Клетус может сам создать копию симбиота (в более поздних выпусках было сказано, что симбиот выжил и прикрепил себя к голове Клетуса, проникнув в кровь). Кэседи вновь становится Карнажем и сбегает из тюрьмы, попутно освобождая других суперзлодеев, создавая «семью» убийц вокруг него, куда входит его возлюбленная Визг и злой двойник-мутант Человека-Паука Доппельгангер, чуть позже Демогоблин и Падаль. Из-за этого Человек-Паук вынужден объединиться со своим врагом Веномом. В начале в одиночку, позже собрав команду союзников герои побеждают Карнажа и его приспешников.
Сюжет также развивают ролики, подобные картинкам из комиксов.

## Геймплей
Игровой процесс схож с другими играми жанра beat 'em up. Персонажи перемещаются по уровням и уничтожают врагов, нападающих группами; в конце уровней находятся боссы, но не редко будут случаи, когда с боссами нужно будет разбираться уже сразу. Также здесь представлены полезные предметы, восстанавливающие здоровье героев, пополняющие жизни и продолжения.
В отличие от своего последующего потомка — Spider-Man and Venom: Separation Anxiety — игровой процесс здесь несколько сложнее: врагов на локациях довольно много, а боссов не меньше 2, кроме этого сами враги имеют не редко больше здоровья, чем сами главные герои. Доступны два играбельных персонажа: Человек-Паук и Веном, но играть можно будет только одному игроку. Кроме этого выбор персонажа будет возможен лишь 3 раза за всю игру, а также будет смена персонажей в последней драке против Карнажа. Сами персонажи несколько отличаются между собой. В первую очередь тем, что Человек-Паук значительно быстрее и проворнее Венома, но слабоват, последний, напротив, отличается неторопливостью и довольно неповоротлив, зато сильнее. Но из-за этого уровень сложности у Венома несколько выше, чем у Паука. Но и тут есть отличия: у Паркера уровней больше для прохождения, в то время как у Брока их несколько меньше.
Помимо кулаков, герои активно используют свою паутину (её количество бесконечно): для захвата врагов, их временного задержания (герои выстреливают отрезком паутины, которая связывает недругов
как верёвка), для создания щита (Веном это делает из рук), а также для перемещения (по диагонали и вверх). Кроме этого, при определённых обстоятельствах, при подсвечивании индикатора
здоровья, герои производят усиленный удар (Power): у Человека-Паука это «колесо», а Веном совершает мини землетрясение. Кроме этого, у героев есть возможность совершать супер удар,
который при касании отнимает здоровье, тем не менее калечит значительное количество врагов. Но особенной фишкой игры, является вызов подмоги из команды супер героев: в любой момент игры, при наличии иконки союзника, который прилетает, либо уничтожает всех врагов на экране или делает сильные им повреждения, но может также и поправить здоровье персонажу. При чём в качестве подмоги выступят и сами главные герои: Веном или Человек-Паук (с ультрапушкой). Количество вызовов ограничено, зато их можно менять. Фигурки героев даются как в качестве бонуса, так и в скрытых местах, на локации.
Кроме обычных уровней, при определённых обстоятельствах, игроку будут доступны и секретные локации, причём доступ к ним будут прямо на уровнях (так называемые секретные комнаты).

## Оценки
| Сводный рейтинг    | Сводный рейтинг               |
| Агрегатор          | Оценка                        |
| ------------------ | ----------------------------- |
| GameRankings       | 66,33 % (SNES) 80 % (Genesis) |
| Иноязычные издания |                               |
| Издание            | Оценка                        |
| EGM                | 5/10 (SNES)                   |

Игра получила смешанные отзывы. Например, журнал Electronic Gaming Monthly версии для SNES поставил 5 из 10, отметив, что появление других супергероев это «круто», но перевешивается «неряшливой» графикой и посредственным управлением. SNES-версия также получила оценку 3,45 из 5 от Nintendo Power. Рецензируя порт Genesis, GamePro отметил, что «вся графика, возможности и боевые действия идентичны версии для Genesis — к сожалению, как и недостатки, которые сделали эту игру лишь средней игрой для SNES». Они уточнили, что игра хорошо управляется, но является слишком длинной и повторяющейся из-за ограниченного выбора движений персонажа, отсутствия объектов, с которыми можно взаимодействовать, малого разнообразия врагов и схожего внешнего вида всех фонов.
В целом, критические оценки игры заметно улучшились в последующие годы, когда ее хвалили за вдохновляющий саундтрек, веселье, точную адаптацию комиксов и сложность, а также возможность переключаться между Человеком-пауком и Веномом, многие называли ее «одной из лучших игр в жанре beat'em up».
IGN дал игре положительную рецензию, они включили игру на 85 место в свой список «100 лучших игр для SNES всех времен».
Сайт комиксов CBR.com дал более положительный отзыв об игре, назвав ее «игрой про супергероев, которая изменила и революционизировала жанр beat'em up и жанр супергероев в положительную сторону, и стала одной из великих beat'em up игр своей эпохи».
Джеймс Рольф сделал обзор игры в своей интернет-серии Angry Video Game Nerd. Он счел игру достойной и был ошеломлен тем, что она была сделана компанией LJN, чей контент он обычно считает ужасным.

### Влияние на культуру и наследие
Игра оказала влияние на индустрию комиксов, а также на популярную культуру, получив в 2002 году тематический парк, основанный на серии комиксов и самой игре, а также знаменитую песню «Carnage Rules» группы Green jellÿ, основанную на оригинальном саундтреке игры.